# Moon Jung-sik
Moon Jung-sik (Corea japonesa; 23 de junio de 1930-Seúl, Corea del Sur; 25 de diciembre de 2006) fue un futbolista y entrenador de fútbol de Corea del Sur que jugaba en la posición de delantero.

## Carrera

### Club
| Periodo   | Club                |
| --------- | ------------------- |
| 1950–1957 | ROK Army HID        |
| 1958–1961 | ROK Army CIC        |
| 1962–1965 | Cheil Industries FC |

### Selección nacional
Jugó para Corea del Sur de 1958 a 1962 con la que anotó ocho goles en 34 partidos, siendo campeón de la Copa Asiática 1960 y dos veces medallista de plata en los Juegos Asiáticos.

### Entrenador
| Periodo   | Club                       |
| --------- | -------------------------- |
| 1973–1981 | Korea Automobile Insurance |
| 1973      | Corea del Sur              |
| 1976      | Corea del Sur              |
| 1984–1986 | Hyundai Horang-i           |
| 1984–1985 | Corea del Sur              |
| 1991–1992 | Corea del Sur (femenil)    |
| 1994–1996 | Ōita Trinity               |

## Logros

### Club
ROK Army HID
- Korean President's Cup: 1954[1]

ROK Army CIC
- Korean National Championship: 1959[2]
- Korean President's Cup: 1959, 1961[1]

Cheil Industries
- Korean Semi-professional League (primavera): 1964[2]
- Korean President's Cup: 1963[1]

### Selección nacional
- AFC Asian Cup: 1960[3]
- Asian Games

- : 1958, 1962

### Entrenador
Korea Automobile Insurance
- Korean Semi-professional League (otoño): 1978, 1980[2]
- Korean President's Cup: 1976[1]

Ōita Trinity
- Kyushu Soccer League: 1995

Individual
- Mejor futbolista coreano del año por la KASA: 1960[5]
- Mejor entrenador de la Korean Semi-professional League (otoño): 1978[6]
- Mejor entrenador de la Korean President's Cup: 1976[7]